# Parti républicain (Pologne)
Pour les articles homonymes, voir Parti républicain.

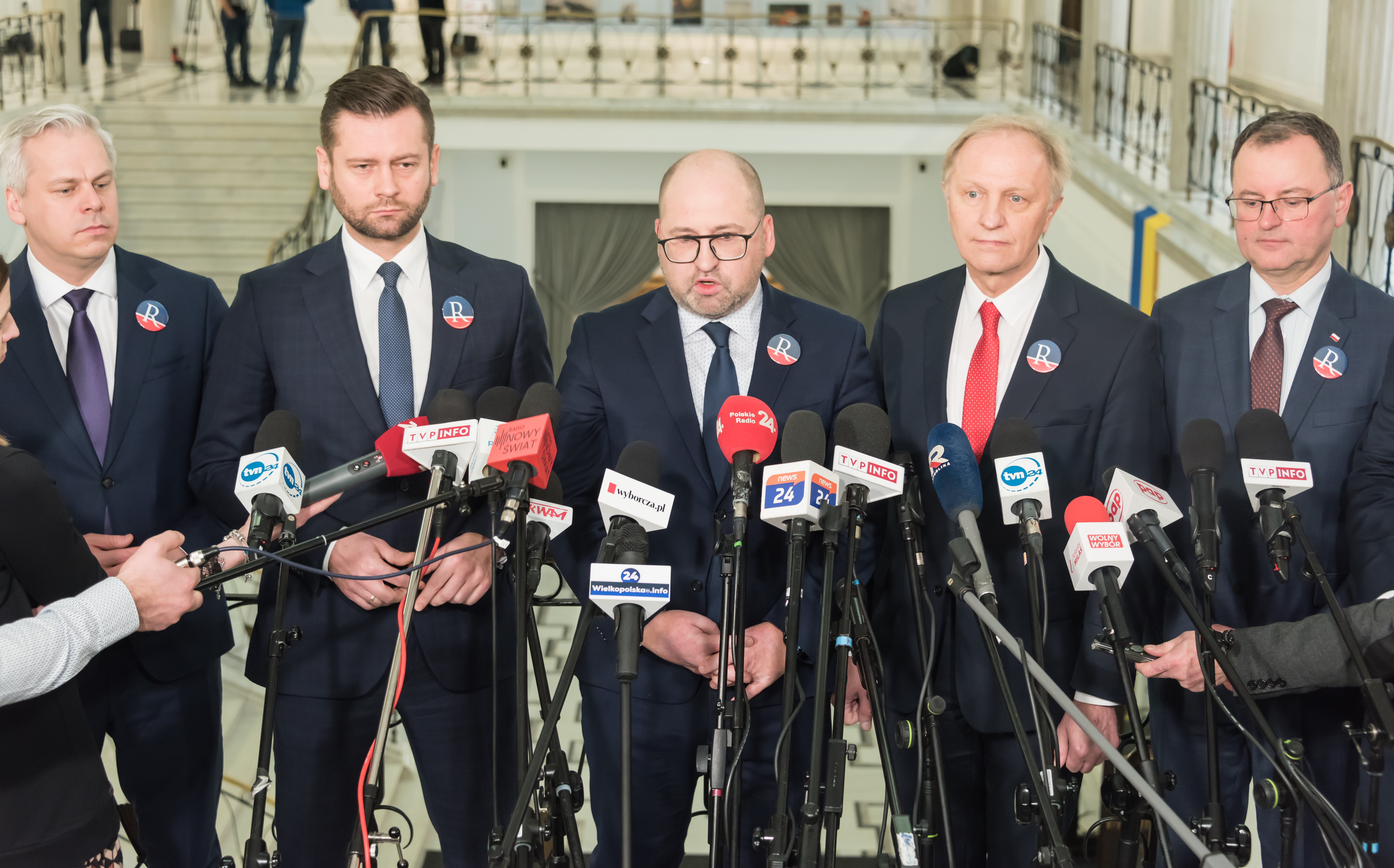
Conférence de presse des membres du Parti républicain au Sejm

Le Parti républicain (en polonais : Partia Republikańska, en abrégé Republikanie, « Les Républicains ») est un parti politique polonais de droite fondé en 2021 intégré en 2023 dans Droit et justice (PiS).